# Vía Ardeatina
La Vía Ardeatina es una antigua calzada romana, construida en tiempos de la Monarquía romana, entre los siglos VII y VI a. C., que conectaba Roma con la ciudad de Ardea, actualmente a 35 kilómetros al sur de la capital italiana.
La calzada es mencionada en el Curiosum Urbis, así como por Rufo Festo, como una de las calzadas que partía de las puertas de Roma. Ardea, en tiempos de la Monarquía, era uno de los centros más importantes del sur del Lacio, gracias a su posición geográfica, que le permitía ser centro de intercambio y contacto entre comerciantes y mercaderes latinos, volscos y etruscos.
Ardea experimentó su mayor desarrollo en el siglo VII a. C. pero disminuyó entre los siglos III y II a. C., especialmente por la crisis económica que afectó a la región del Lacio, cuyos recursos se habían agotado durante el transcurso de las guerras púnicas y de las posteriores contiendas bélicas contra los samnitas. Ardea fue abandonada casi por completo por la época imperial romana, si bien muchos de sus restos de las zonas habitadas continuaron en pie hasta el siglo V d. C.

## Trayecto antiguo
La Vía Ardeatina se separaba de la Vía Apia a poca distancia de salir de Roma, y pasaba por los municipios romanos de Tor Marancia y Cecchignola hasta Solfarata, que en el tiempo en el que la Vía Ardeatina se construyó era una zona pantanosa con aguas ricas en sulfuro. Desde aquí, el camino continuaba hasta Ardea con un camino idéntico al seguido por el camino moderno, cruzando el Numicius, probable nombre antiguo del río Torto.
En la Edad Media, la Vía Ardeatina permaneció en uso, pero las ciudades a las que conducía quedaron en mal estado, por lo que se construyó un lazareto al pie de la fortaleza de Ardea que albergaba a los leprosos expulsados de Roma. En 1700 se fundó el Santuario de la Virgen del Amor Divino en el camino.

## Itinerario moderno
Fundada como una rama de la antigua Vía Apia, se origina en esta última a la altura de Porta Ardeatina y se extiende por varios kilómetros en el territorio del parque del mismo nombre. Después de cruzar la autopista A90, bordea el Santuario de la Virgen del Amor Divino para continuar por el terreno del Ager Romanus hasta el pueblo de Santa Palomba; luego cruza la aldea de Casalazzara, del municipio de Aprilia, desde donde toma el nombre de "Via dei Rutuli" y, de vuelta en la provincia de Roma, se une con Ardea exactamente en el km 32+900 a través de la Vía Laurentina.